# Sydney Brenner
Sydney Brenner CH FRS FMedSci MAE (født 13. januar 1927, død 5. april 2019) var en sydafrikansk biolog. I 2002 modtog han Nobelprisen i fysiologi eller medicin samen med H. Robert Horvitz og Sir John E. Sulston. Brenner har bidraget til forståelsen af den genetiske kode og andre områder inden for molekylærbiologien, imedens han arbejdede på Medical Research Council (MRC) Laboratory of Molecular Biology i Cambridge, England. Han etablerede rundormen Caenorhabditis elegans som en modelorganisme til studier af udviklingsbiologi, og grundlagde Molecular Sciences Institute i Berkeley, Californien, USA.